# 丘志勇
丘志勇（1958年9月—），男，汉族，广西陆川人，中华人民共和国政治人物。中山大学流体力学专业毕业，研究生学历，工学硕士学位。

## 生平
1975年7月参加工作，在广西陆川县下乡插队。1978年2月加入中国共产党。1978年3月，在中山大学力学系读书。1982年1月，任广西轻工学院、广西工学院、广西大学教师。1986年9月，在中山大学力学系读研究生。1989年6月，任中山大学研究生院讲师、主任科员、校团委副书记(1994年5月升副处级)，广东岭南律师事务所律师。
1994年8月，任中共博罗县委常委(1995年12月提为正处级)。1996年5月，任广东省旅游局直属机关党办主任。2000年6月，任广东省旅游局人事教育处处长。2001年7月，任广东省旅游局助理巡视员、党组成员(2001年7月至2004年7月，任中共林芝地委常务副书记)。
2005年3月，任中共阳江市委常委、组织部部长。2008年5月，兼任中共阳江市委党校校长，市行政学院院长。2008年7月，任中共阳江市委副书记、组织部部长，市委党校校长，市行政学院院长。2009年8月，任中共阳江市委副书记、市纪委书记，市委党校校长，市行政学院院长。2011年12月，任中共阳江市委副书记、市纪委书记。2012年10月，任中共阳江市委副书记，提名为阳江市市长候选人（2012年11月正式当选市长）。2013年，当选第十二届全国人民代表大会广东地区代表。2016年7月，不再担任阳江市人民政府市长。
2016年8月任阳江市政协党组书记，2017年1月任阳江市政协主席。